# فينيانغ
فينيانغ (بالصينية: 汾阳市 )‏ هي مدينة على مستوى مقاطعة، في جمهورية الصين الشعبية، تتبع لوليانغ، بلغ عدد سكانها 416,212 نسمة، تبلغ مساحتها 1,176 كيلومتر مربع، رمزها البريدي هو 032200.

## التقسيمات الإدارية
- Yudaohe Town  [لغات أخرى]‏.

## أعلام
- هان سانمينغ
- جا جنكي